# Церковь Спаса на Запрудне (Кострома)
Церковь Спаса Нерукотворного Образа на Запрудне (Спасо-Запрудненская) — православный храм Костромской епархии на северной окраине Костромы, на правом берегу реки Запрудни, притока Костромы. Построен в 1754 году, в советское время не закрывался.

## История
Каменная церковь была возведена в середине XVIII века на территории Спасо-Запрудненского монастыря, который в 1724 году за малолюдностью потерял самостоятельность и был приписан к Богоявленскому монастырю. По преданию, престол храма устроен над сохранявшимся в то время пнём от сосны, на которой Феодоровская икона Пресвятой Богородицы явилась князю Василию Ярославичу.
В 1760 году на Запрудню была переведена Костромская духовная семинария, и в нижнем этаже Спасской церкви разместились учебная аудитория и библиотека. К этому времени церковь была трехпрестольной: на втором этаже (в летнем храме) располагался престол в честь Нерукотворенного образа Спасителя, а на первом этаже — престолы в честь Феодоровской иконы Божией Матери и во имя святителя Алексия, митрополита Московского и во имя великомученика Феодора Стратилата. Колокольня располагалась отдельно от храма.
В 1764 году после секуляризации церковных земель строения Спасо-Запрудненского монастыря перешли к семинарии, а Спасская церковь стала «ружной» — то есть получавшей средства от кафедрального Успенского собора. В 1806 году к церкви была пристроена трапезная с теплым приделом и двухъярусная колокольня.
В 1813 году семинария после пожара была переведена в Богоявленский монастырь, а Спасо-Запрудненская церковь до 1861 года стала так называемым «бесприходным храмом».
В 1838 году в нижнем этаже церкви с южной стороны попечением был устроен придел в честь Введения во храм Божией Матери, а в 1855 году (с северной стороны нижнего этажа) — придел во имя преподобного Димитрия Прилуцкого. В 1864 году верхний храм (на втором этаже) был реконструирован в теплый двухпрестольный с правым приделом в честь Феодоровской иконы Божией Матери и во имя равноапостольного великого князя Владимира и мученицы Наталии и левым — во имя преподобномученика Андрея Критского и мученицы Татианы. С 1895 года стал «теплым» и храм в честь Нерукотворенного Образа Спасителя на втором этаже.

### Новейшее время
После 1917 года храм продолжал работать, хотя с его колокольни были сброшены колокола, а на кладбище — разбиты многие из надгробных памятников. Настоятель храма — иерей Иоанн Степанов.

## Архитектура
Храм — одноглавый, двухэтажный, типа восьмерик на четверике, одноапсидный в стиле провинциального барокко. Трапезная и колокольня, пристроенные в начале XIX века, выполнены в стиле классицизма.